# رافليسيا كيثية
الرافليسيا الكيثية (باللاتينية: Rafflesia keithii) نوع نباتي يتبع جنس الرافليسيا من الفصيلة الرافليسية. سميت نسبة لهنري جورج كيث، المحافظ السابق لغابات منطقة صباح في ماليزيا.
الموطن الأصلي لهذا النوع منطقة صباح في ماليزيا.

## الوصف النباتي
نباتات هذا الجنس ليس لها سوق أو أوراق أو جذور، بل النبات عبارة عن زهرة فقط لها خمس بتلات.